# Lepsény
Lepsény es un pueblo húngaro perteneciente al distrito de Enying, condado de Fejér.

## Superficie
Cuenta con una superficie de 39,08 km².

## Demografía
Hasta 2024 la población era de 3055 habitantes, con una densidad de población de 78,17 hab/km².
| Gráfica de evolución demográfica de Lepsény entre 2020 y 2024 |
|                                                               |
| Datos según la Oficina Central de Estadística de Hungría.     |